# Causse de Savignac
Der Causse de Savignac ist ein verkarstetes Kalkplateau (Causse) im französischen Département Dordogne, das gleichzeitig als Schutzgebiet fungiert.

## Etymologie

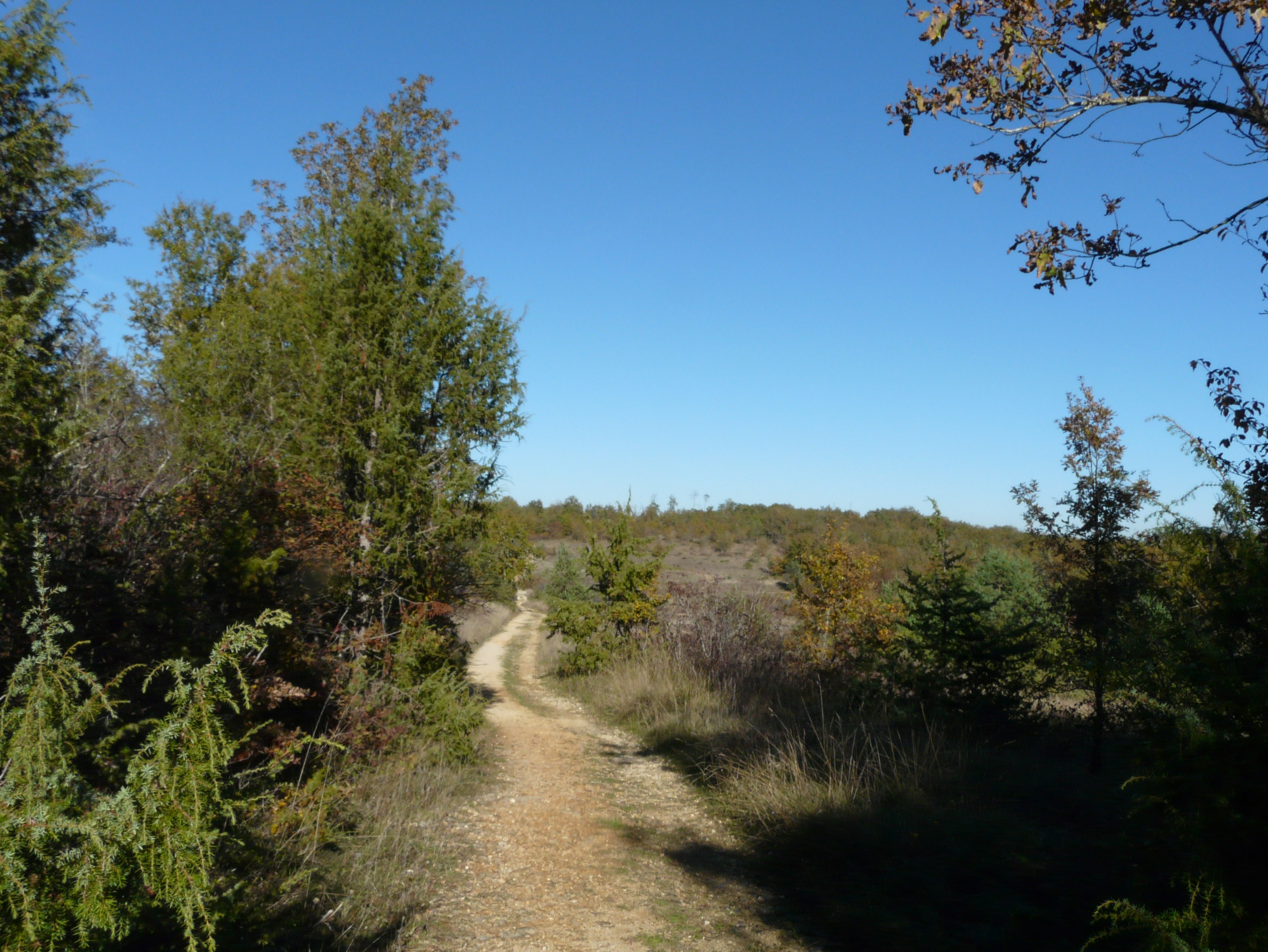
Ehemaliges Militärgelände auf dem Causse de Savignac

Das Französische maskuline Substantiv causse leitet sich vom Okzitanischen cauç mit der Bedeutung Kalk ab. Cauç stammt seinerseits aus dem Lateinischen calx, calcis. Das Toponym Savignac ist aus dem lateinischen Eigennamen Sabinus bzw. Sabinius (mit der Bedeutung Sabiner) hervorgegangen, dem der keltische Suffix -acum, lateinisch -icum, (Herrschaft, Besitz, Gut des) nachgestellt ist. Sabinacum, verkürzt zu Sabinac, ist folglich das Gut des Sabinus. Die namensgebende Gemeinde Savignac-les-Églises hatte einst zwei Kirchen, daher die nähere Bezeichnung les-Églises.

## Geographie

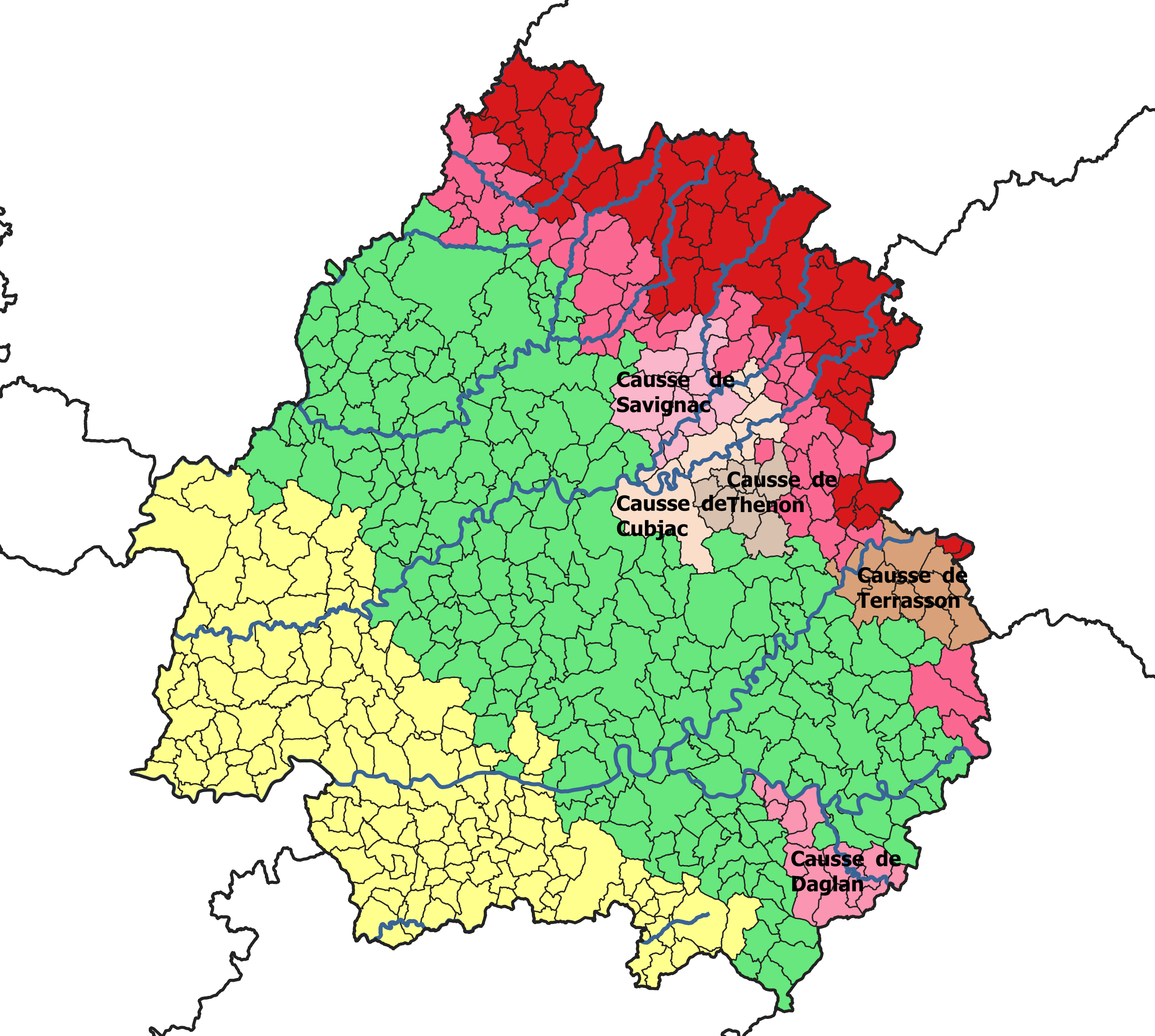
Vereinfachte geologische Karte des Départements Dordogne mit der Lage der verschiedenen Causses. Grundgebirge (dunkelrot), Jura (hellrot), Oberkreide (hellgrün), Tertiär (gelb).

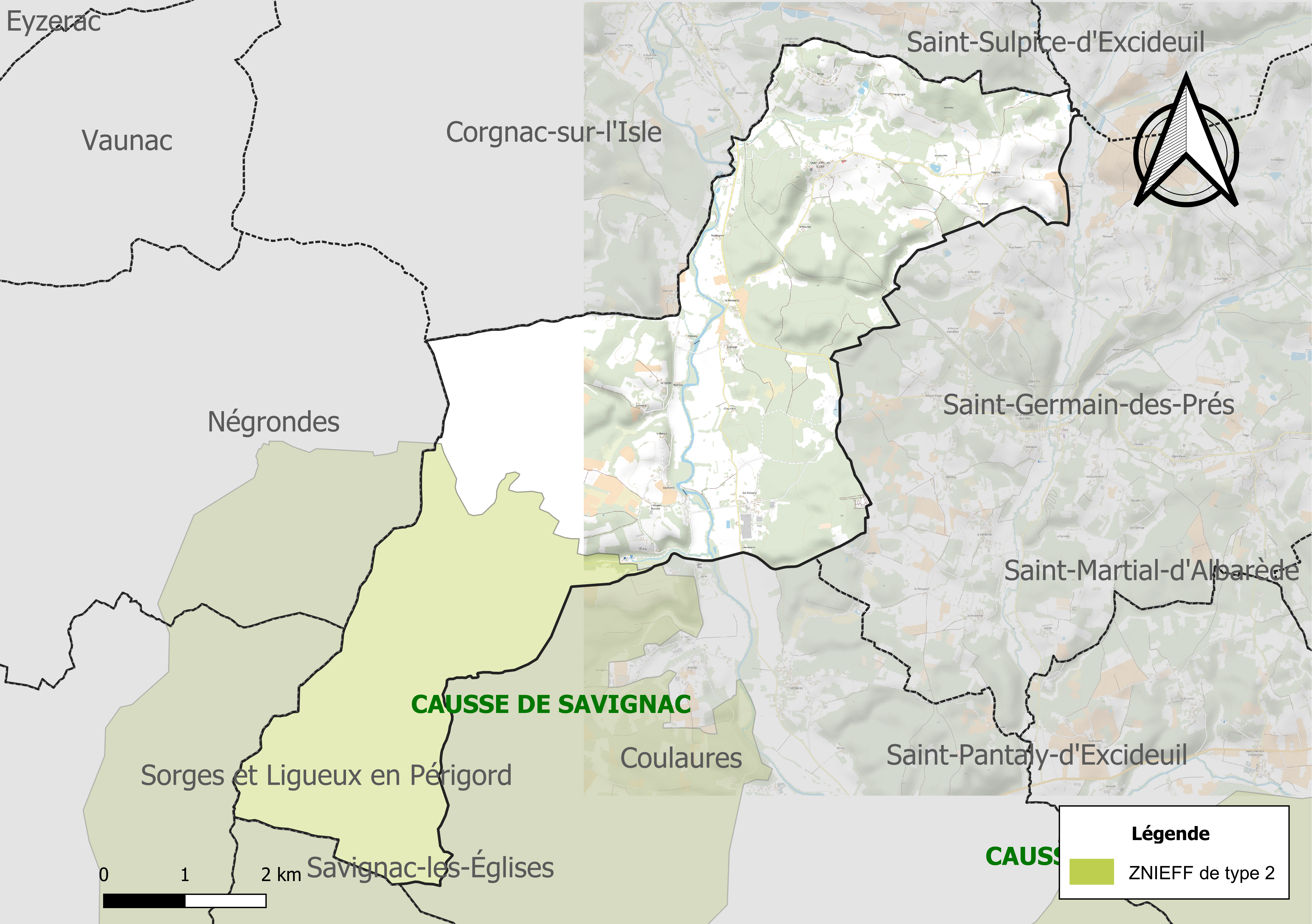
Lagekarte des Schutzgebiets im Norden

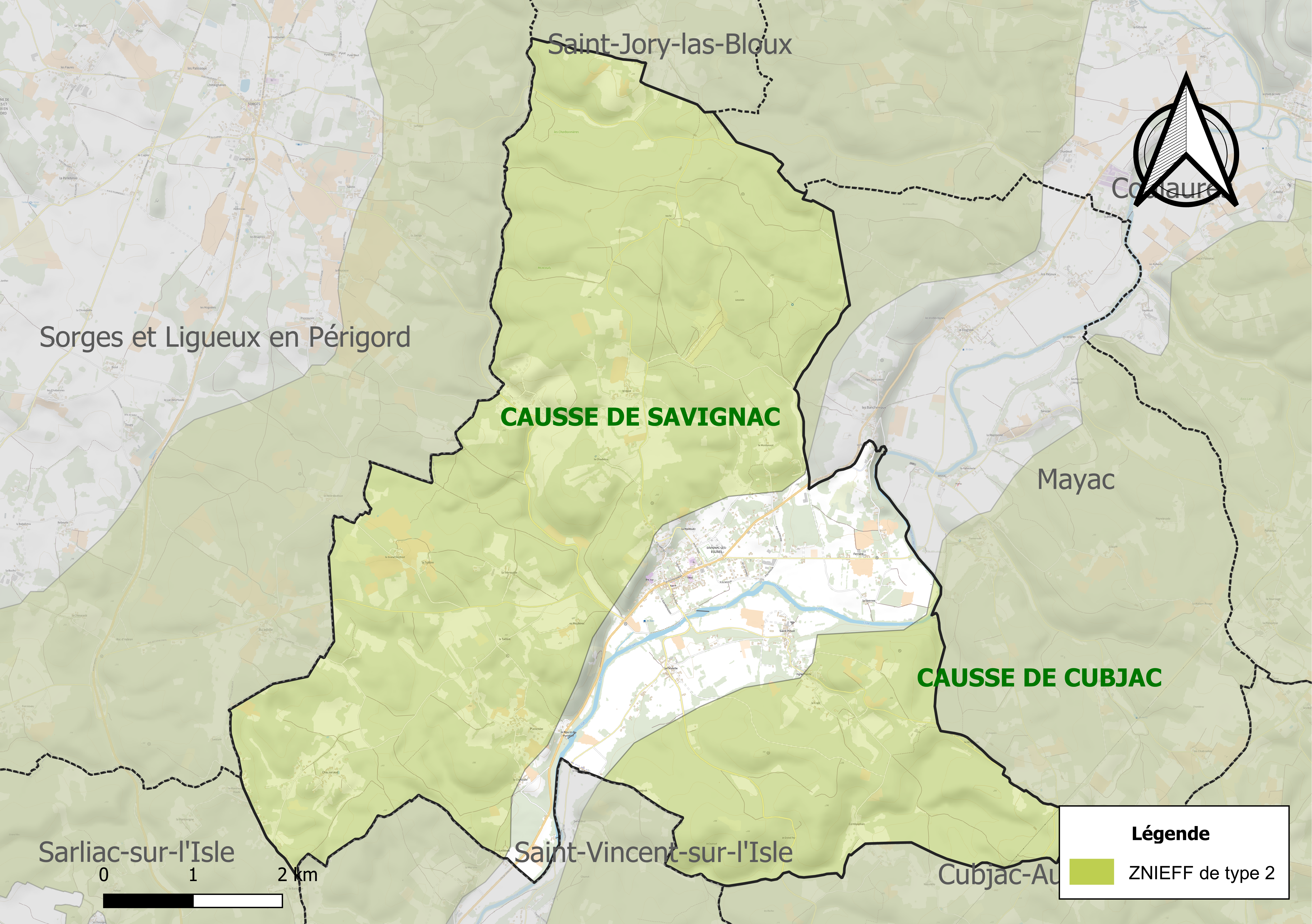
Lagekarte des Schutzgebiets im Zentrum

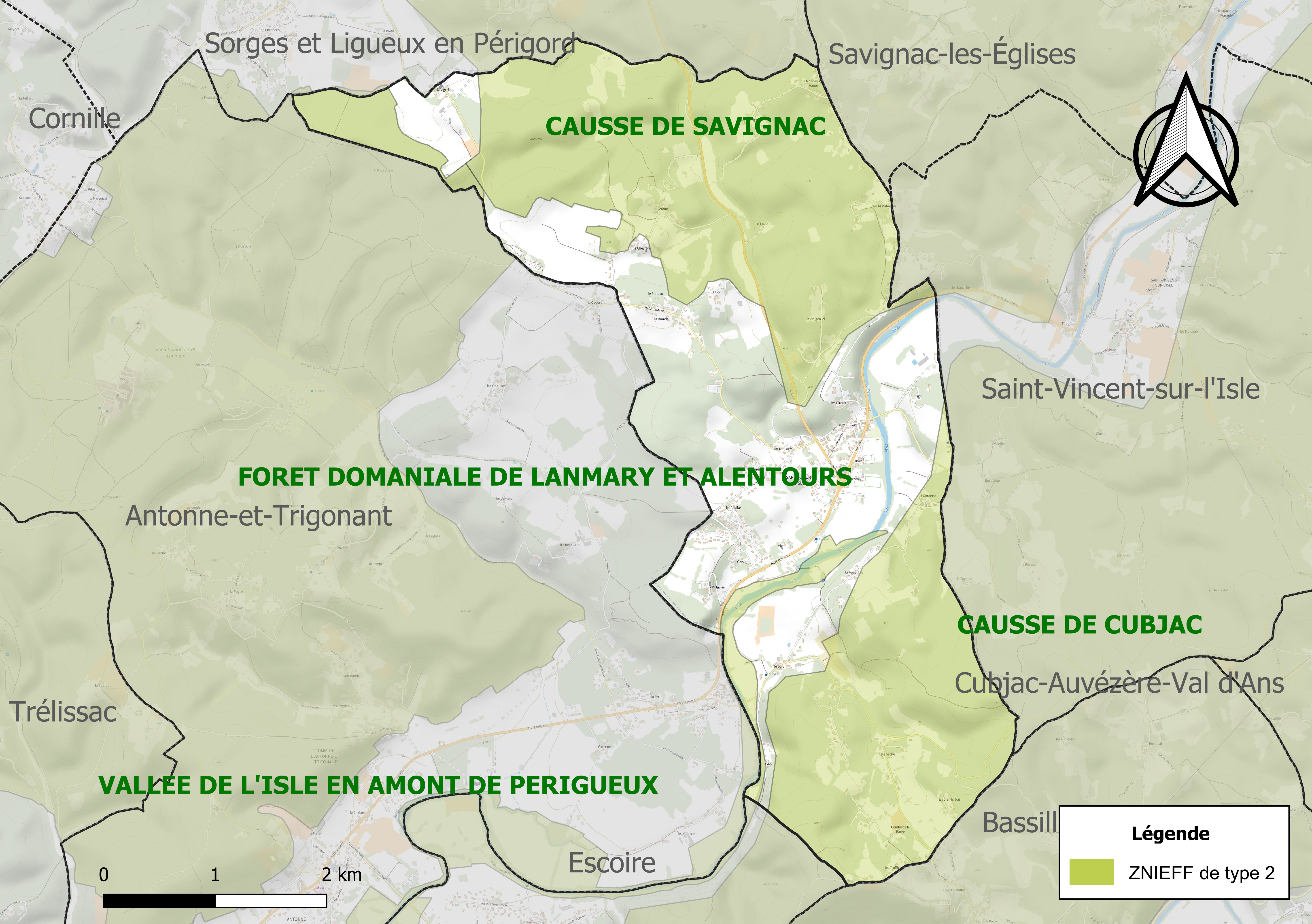
Lagekarte des Schutzgebiets im Süden

Das Schutzgebiet (Französisch ZNIEFF – zone naturelle d’interêt écologique, faunistique et floristique) gehört dem kontinentalen Typus 2 an. Es handelt sich hierbei um waldbestandene Kalkflächen entlang der rechten Talseite des Isle. Die Höhenlagen des 47,93 Quadratkilometer großen  Schutzgebiets variieren zwischen 108 und 220 Meter.
Das Schutzgebiet betrifft insgesamt 8 Gemeinden im Périgord blanc – von Sarliac-sur-l’Isle im Südwesten bis Négrondes im Norden. Weitere betroffene Gemeinden sind Coulaures, Mayac, Saint-Jory-las-Bloux, Saint-Vincent-sur-l'Isle, Savignac-les-Églises und Sorges et Ligueux en Périgord. Vier dieser Gemeinden teilen sich mehr als 80 % des Schutzgebiets – dies sind Savignac-les-Églises (30 %), Sorges et Ligueux en Périgord (27 %), Coulaures (14 %) und Saint-Jory-las-Bloux (11 %). Den Rest teilen sich Sarliac-sur-l'Isle (7 %), Négrondes (5 %), Mayac und Saint-Vincent-sur-l'Isle (mit jeweils 3 %).
Drei weitere Schutzgebiete liegen in der Nachbarschaft, darunter der Causse de Cubjac auf der linken Talseite des Isle, der sich unmittelbar anschließende Forêt domaniale de Lanmary et alentours entlang der rechten Talseite des Isle und das Schutzgebiet Vallée de l'Isle en amont de Périgueux zum Schutz des Isletals oberhalb von Périgueux.

## Hydrologie
Der Causse de Savignac grenzt im Osten und Südosten an den Isle, der Causse selbst besitzt aber keinerlei Wasserläufe (Fließgewässer). Das Kalkplateau wird jedoch von zahlreichen Trockentälern durchzogen, die alle in Richtung Isle orientiert sind.

## Geologie
Das Schutzgebiet liegt vollständig auf flachliegenden Sedimenten des nördlichen Aquitanischen Beckens. Die anstehende Schichtenfolge stammt aus dem Mittleren Jura und der Oberkreide (Unterkreide fehlt) und reicht vom Bathonium über Cenomanium zum Turonium. Darüber legen sich Sedimente des kontinentalen Tertiärs – in der Hauptsache Lockersedimente. Die Gesamtmächtigkeit der dem  Grundgebirge auflagernden Sedimente erlangt 500 Meter am Südrand.

### Mittlerer Jura
Der Mittlere Jura nimmt den Hauptteil des Schutzgebiets ein. Ältestes aufgeschlossenen Schichtglied ist Unteres und Mittleres Bathonium (Formation j2b), das entlang des Ostrandes erscheint. Hierbei handelt es sich um eine Wechselfolge von kryptokristallinen und bioklastischen Kalken mit teils lignithaltigen Tonen. Darüber folgt etwas weiter westwärts Oberbathon (Formation j2-6(a)), bestehend aus einer Wechselfolge von kryptokristallinen, stellenweise kreidigen Kalken mit schuttigen Kalken. Erneut weiter westlich schließt sich eine Sequenz an, die vom Oberbathon bis ins Callovium reicht (Formation j2-6(b)) – eine Wechselfolge kryptokristalliner, mehr oder weniger kreidiger Kalke mit bioklastischen und oolithischen Kalken. Darauf legt sich in etwa mittig im Schutzgebiet die Abfolge der Formation j2-6(c) – abwechselnd graue und beige kryptokristalline, teils schutthaltige Kalke. Der Mitteljura endet am Westrand schließlich im Oxfordium mit der Formation j2-6(d) – abwechselnd graue und beige kryptokristalline Kalke.

### Oberkreide
Die Oberkreide wird gerade noch eben an einigen vereinzelten Stellen am West- und Südwestrand des Schutzgebiets berührt. Das basale Cenomanium transgrediert über den Mitteljura und leitet den Oberkreidezyklus ein. Das Cenoman (Formation c1-2) besteht aus grünen, Austern-führenden Mergeln, Feinsanden und sandigen Kalken mit Alveolinen. Es wird gestreift bei La Peyrasse südöstlich von Sorges und steht an bei Fonniovas (Sorges et Ligueux en Périgord) sowie bei Le Cheyron (Sarliac-sur-l’Isle). Das Cenomanium wird vom Ligérien (Unterturon – Formation c3a) überlagert. Das Ligérien baut sich aus plattigen oder knolligen Kreidekalken auf. Es erscheint bei La Peyrasse, bei Maison-Neuve und nördlich von Fonniovas (alle Sorges et Ligueux en Périgord). Sodann tritt auch noch Unteres Angoumien (Formation c3b) auf, das sich durch Rudisten auszeichnet – zu sehen östlich von Les Quatre Routes und nördlich von Fonniovas (beide Sorges et Ligueux en Périgord).

### Tertiäre Lockersedimente
Den Ostrand des Schutzgebiets begleiten kolluviale Umlagerungsprodukte (Formation CF) aus dem Pleistozän. Sie enthalten mehrheitlich Gerölle und dürften sich zum Großteil aus Flussschottern entwickelt haben. Im Norden sind sie nur punktuell vorhanden, erreichen aber als zusammenhängende Ablagerung um Savignac-les-Églises eine Breite bis zu 2 Kilometer. Das Kolluvium liegt dem Mitteljura direkt auf.
Würmzeitlicher Kalkhangschutt der Formation CP erfüllt die Trockentäler.
Dem Kolluvium entlang des Isle sitzt an mehreren Stellen pleistozäner Terrassenschotter auf, in seltenen Fällen kommt dieser auch direkt über Mitteljura zu liegen. Es lassen sich drei Terrassensysteme unterscheiden:
- Altpleistozäne Hochterrassen der Formation Fu
- Mindel-zeitliche Mittelterrassen der Formation Fv
- Riß-zeitliche Niederterrassen der Formation Fw.

### Tektonik
Die Sedimente sind flachliegend und zeigen regional ein durchschnittliches Einfallen von 8 Grad nach Südwest. Bedingt durch die nördlich von Savignac-les-Églises in Ost-West-Richtung durchziehende Zerrüttungszone können jedoch Einfallswerte bis 15 Grad erreicht werden. Noch wichtiger dürfte das Streuen der Einfallsrichtungen sein, die aufgrund der steilstehenden Verwerfungen sämtliche Richtungen annehmen. Die Streichrichtungen der Störungen sind Ostnordost (vorwiegend), Ost und Ostsüdost. Ihr Versatz ist gering und bleibt meist im Meter-Bereich.

## Ökologie
Landschaftsökologisch besteht der Causse de Savignac aus einer Abfolge von Stockausschlägen, Niederwäldern, Wiesen, Steinpflastern und Heidegebieten, die besondere Mikrobiotope darstellen.
Für den Pflanzenbewuchs charakteristisch ist in diesem Gebiet neben 43 anderen Pflanzenarten der Hartheu-Spierstrauch Spiraea hypericifolia, genauer Spiraea hypericifolia obovata.

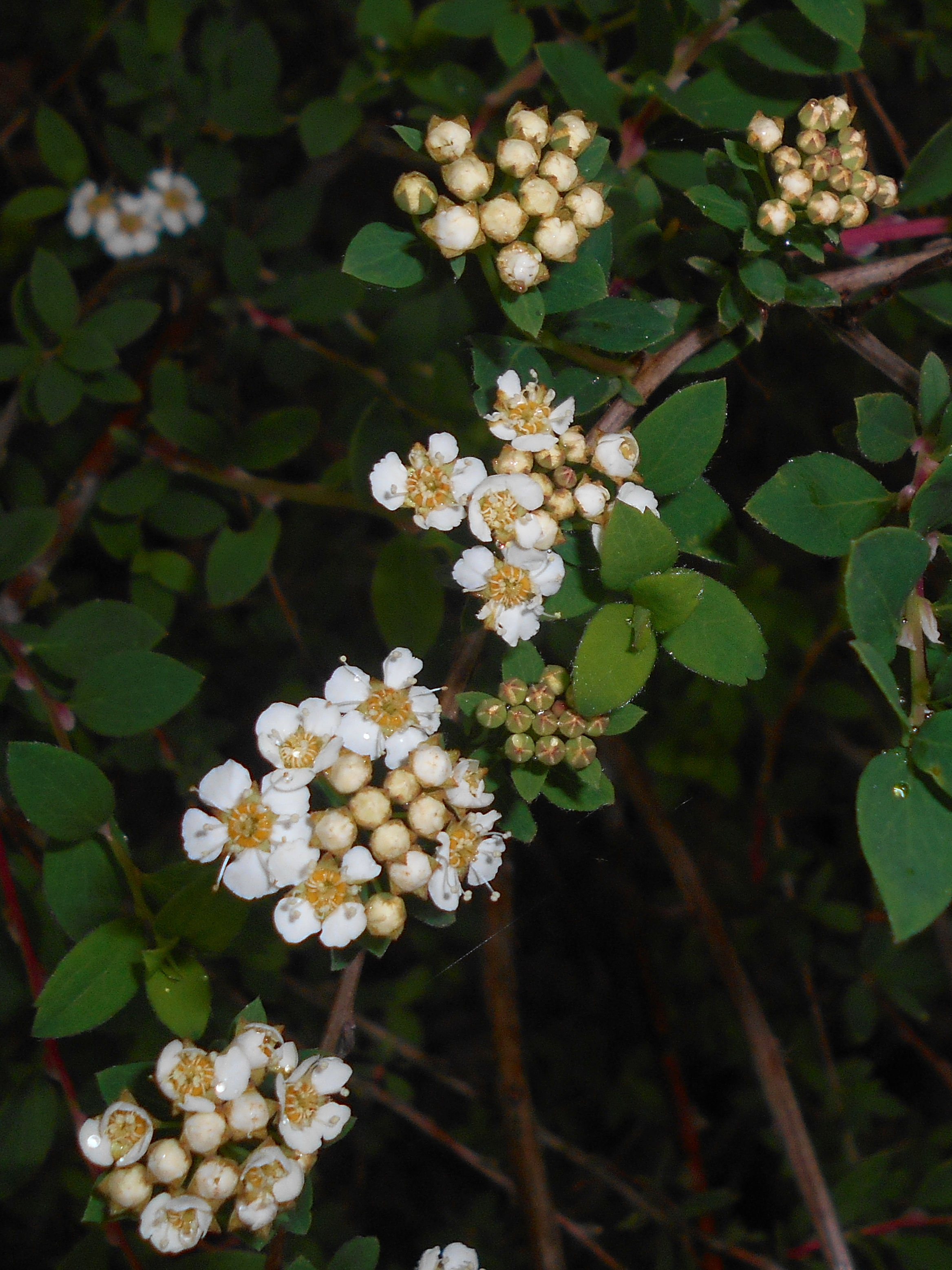
Der charakteristische Hartheu-Spierstrauch (Spiraea hypericifolia)
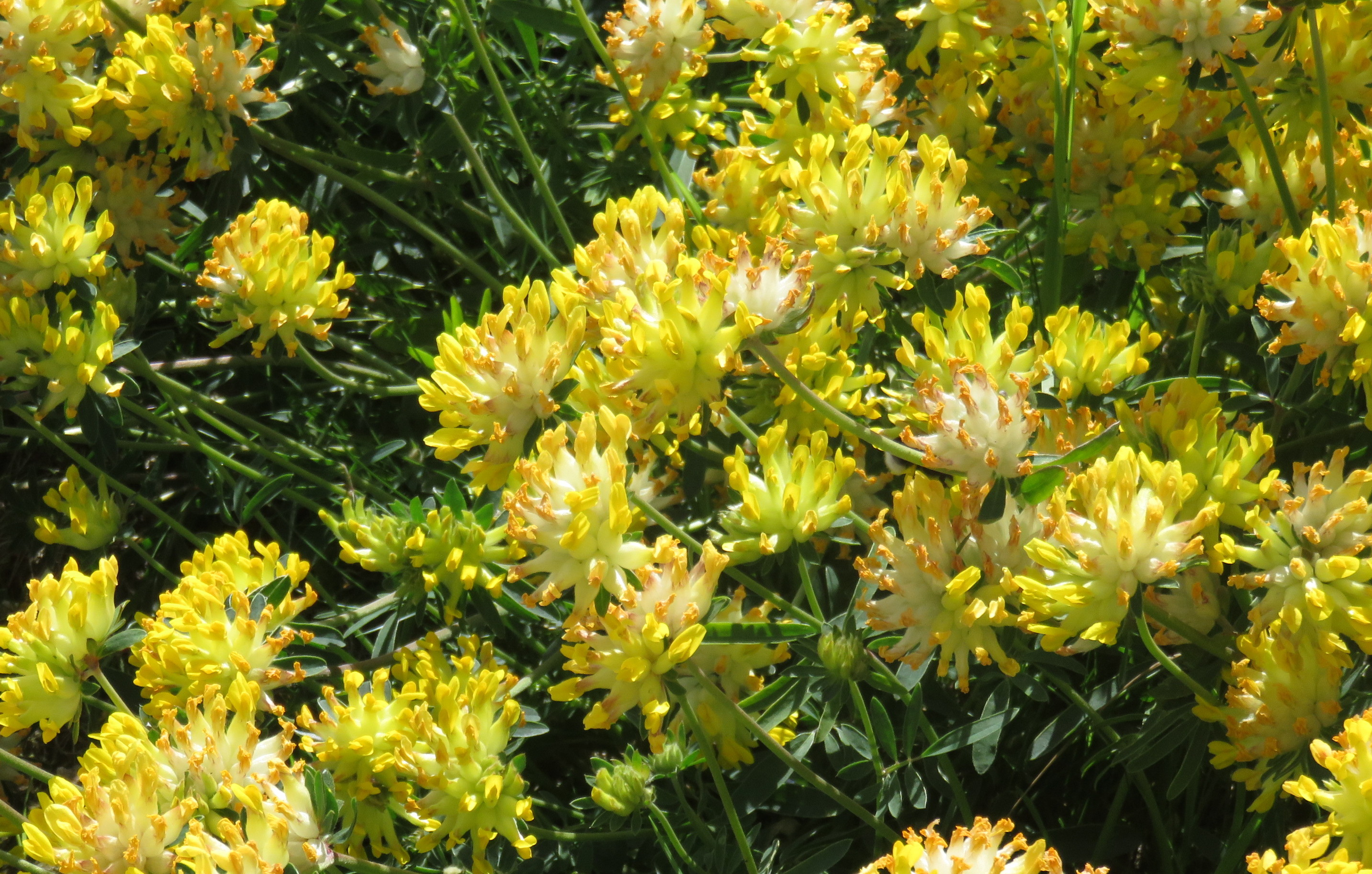
Echter Wundklee (Anthyllis vulneraria)
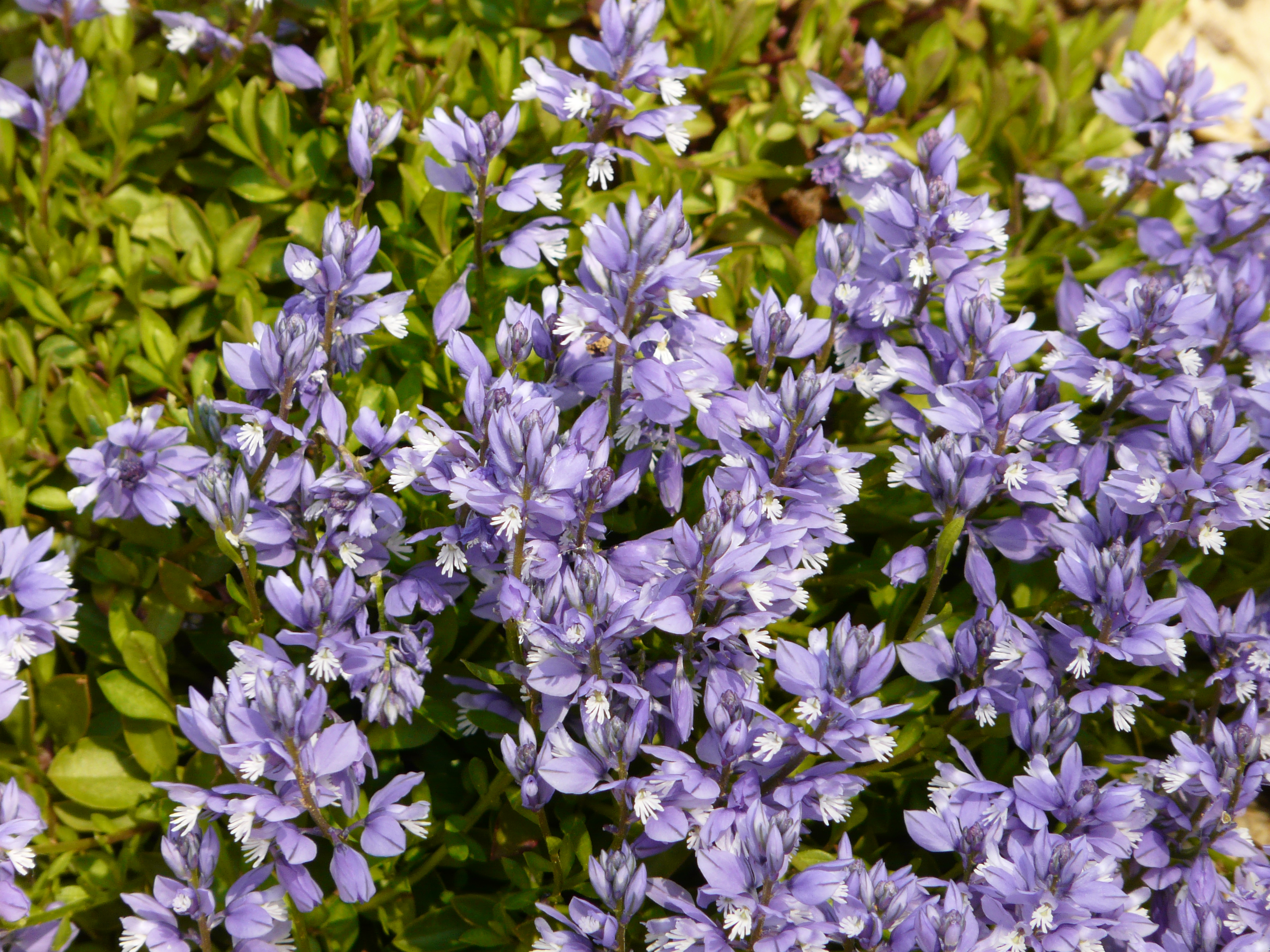
Kalk-Kreuzblume (Polygala calcarea)
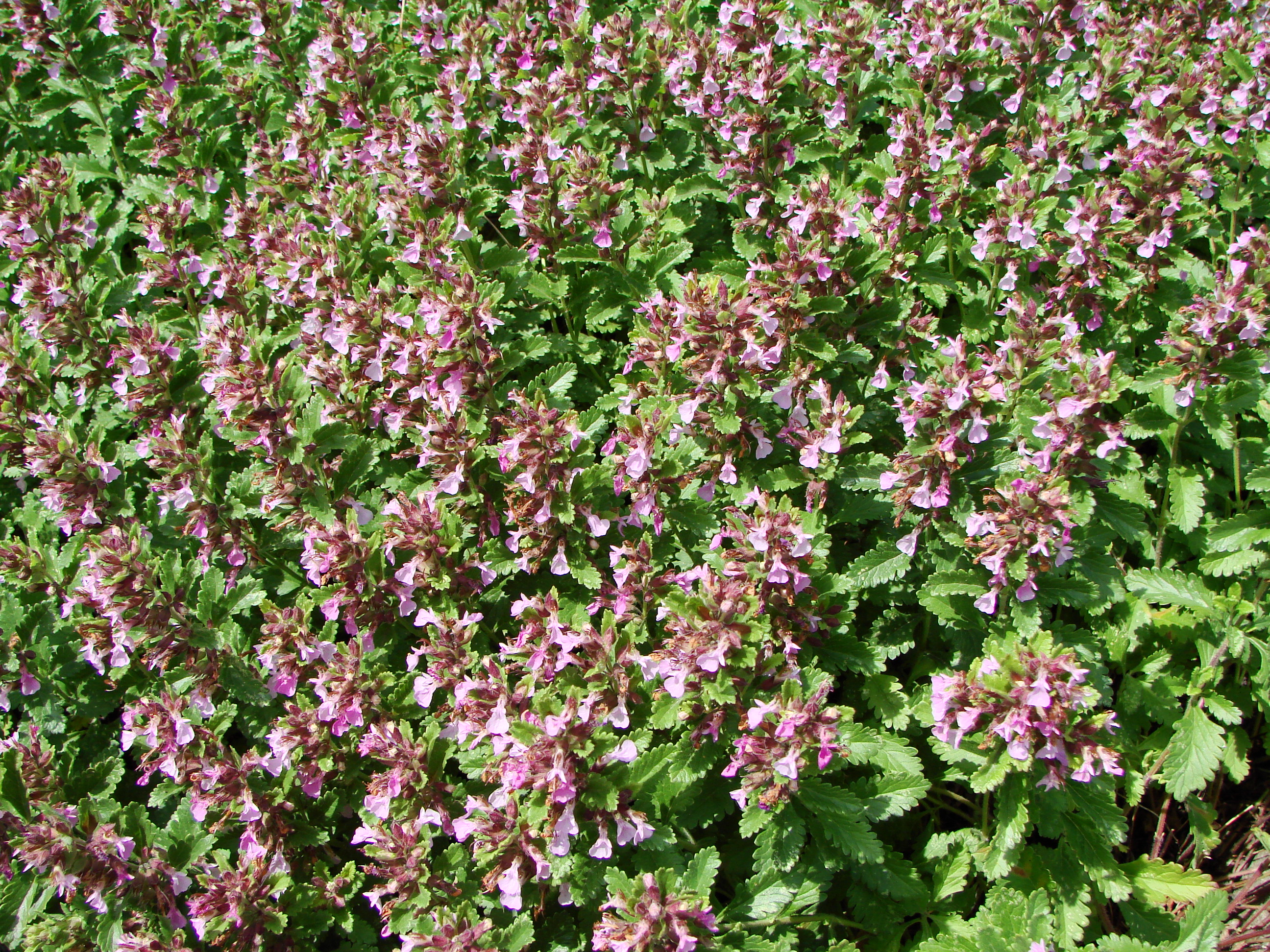
Edel-Gamander (Teucrium chamaedrys)
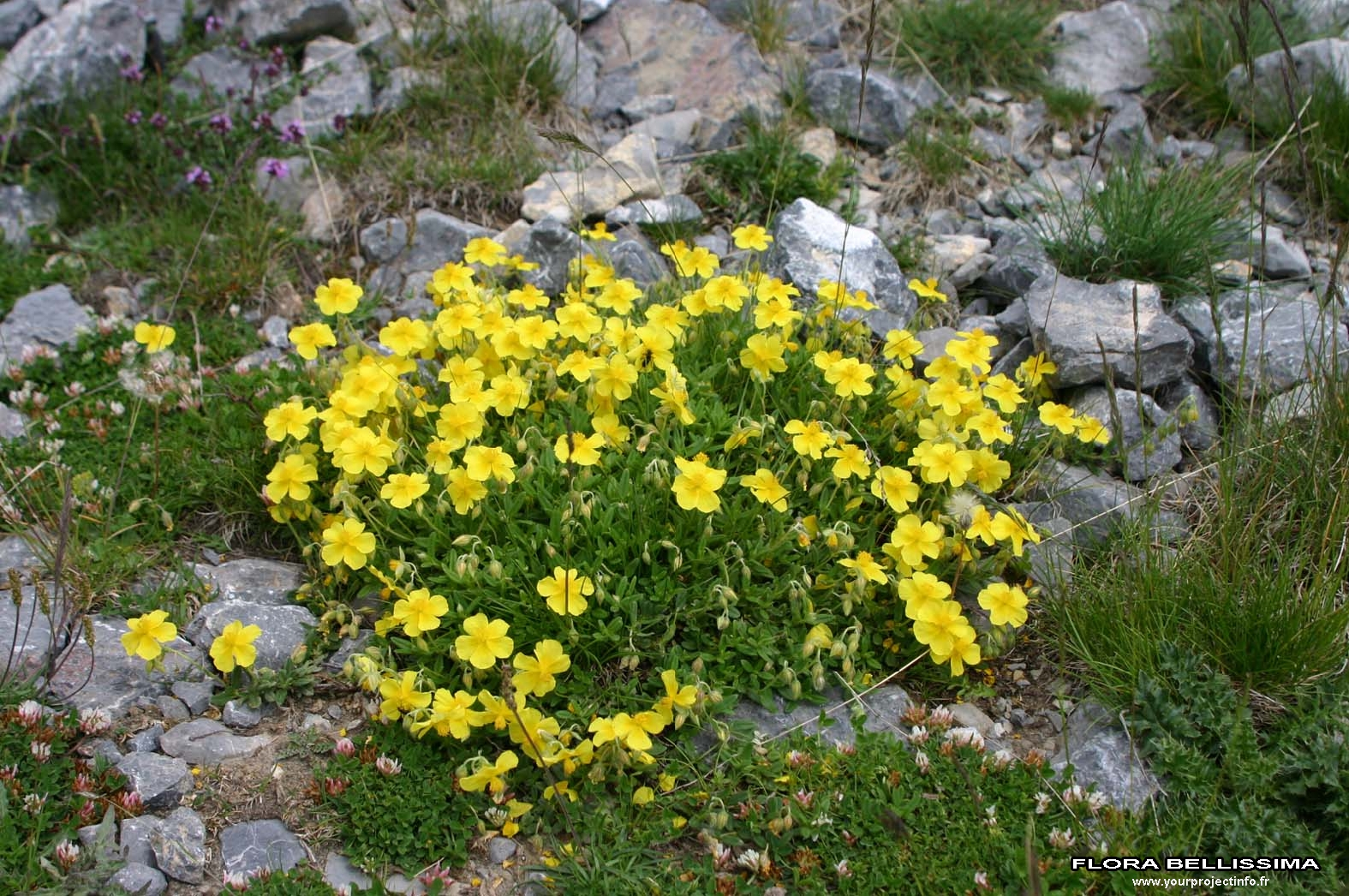
Gelbes Sonnenröschen (Helianthemum nummularium)
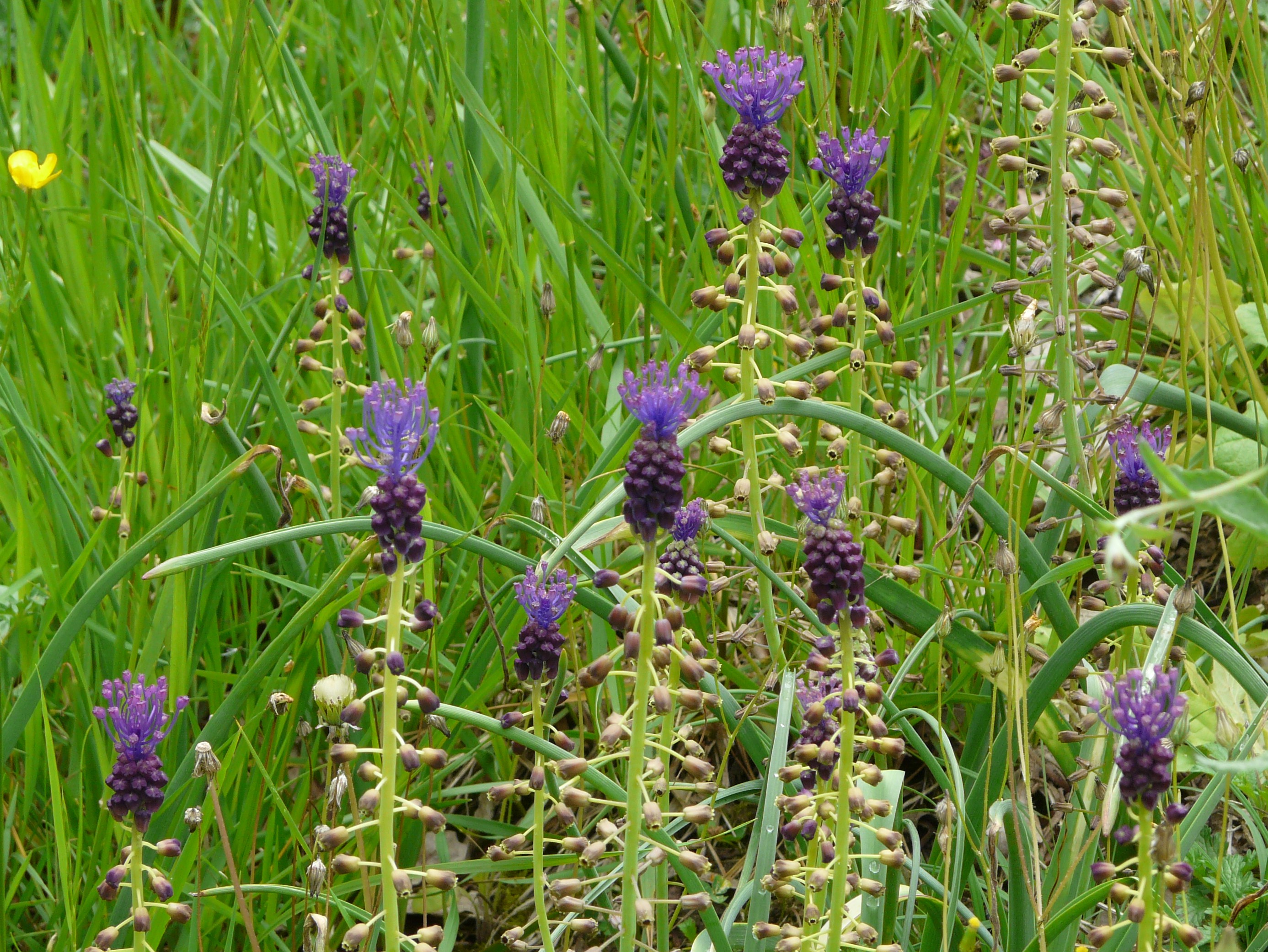
Schopfige Traubenhyazinthe (Muscari comosum)

Folgende Pflanzenarten werden im Schutzgebiet angetroffen: Kugelköpfiger Lauch (Allium sphaerocephalon), Elsbeere (Sorbus torminalis), Gemeine Akelei (Aquilegia vulgaris), Echter Wundklee (Anthyllis vulneraria), Fieder-Zwenke (Brachypodium pinnatum), Mittleres Zittergras (Briza media), Langblättriges Waldvöglein (Cephalanthera longifolia), Hainbuche (Carpinus betulus), Edelkastanie (Castanea sativa), Stieleiche (Quercus robur), Flaumeiche (Quercus pubescens), Roter Hartriegel (Cornus sanguinea), Französischer Ahorn (Acer monspessulanum), Gewöhnlicher Rot-Schwingel (Festuca rubra), Wald-Erdbeere (Fragaria vesca), Kletten-Krapp (Rubia peregrina), Gemeiner Wacholder (Juniperus communis), Edel-Gamander (Teucrium chamaedrys), Echte Kugelblume (Globularia bisnagarica), Gelbes Sonnenröschen (Helianthemum nummularium), Gewöhnlicher Hufeisenklee (Hippocrepis comosa), Ohnhorn (Orchis anthropophora), der Alant Pentanema montanum, Halbstrauchiger Lein (Linum suffruticosum), Schopfige Traubenhyazinthe (Muscari comosum), Gemeine Hasel (Corylus avellana), Brand-Knabenkraut (Neotinea ustulata), Männliches Knabenkraut (Orchis mascula), Purpur-Knabenkraut (Orchis purpurea), Oregano (Origanum vulgare), Felsen-Fetthenne (Sedum rupestre), Feld-Mannstreu (Eryngium campestre), Kleines Habichtskraut (Hieracium pilosella), Kleiner Wiesenknopf (Sanguisorba minor), Waldkiefer (Pinus sylvestris), Zweiblättrige Waldhyazinthe (Platanthera bifolia), Kalk-Kreuzblume (Polygala calcarea), Schlehdorn (Prunus spinosa), Wiesensalbei (Salvia pratensis), Sand-Thymian (Thymus serpyllum), Winterlinde (Tilia cordata), Ähriger Ehrenpreis (Veronica spicata) und Wolliger Schneeball (Viburnum lantana).
Neben den bereits angeführten Arten sind insgesamt 825 Pflanzentaxa vorhanden. Zugegen sind ferner 287 Pilze. Das Tierreich umfasst 2610 verschiedene Taxa, darunter 2052 Insekten. Die gesamte Artenvielfalt beläuft sich somit auf mehr als 3700 Taxa. Am vielfältigsten sind hierunter die Käfer (Coleoptera), die Zweiflügler (Diptera) und die Spinnentiere (Arachnida). Sehr gut vertreten sind auch die Vögel, wenn auch zahlenmäßig lange nicht so bedeutend.
Drei Ökotope sind von besonderem Interesse: die Totarme des Isle (die streng genommen eigentlich nicht mehr zum Schutzgebiet zählen), das alte Militärgelände und die Hanglagen von Foncouverte (Gemeinde Savignac-les-Églises). Das Militärgelände hat seit 150 Jahren den Causse de Savignac von menschlichen Eingriffen bewahrt. Die Hügel und Wälder um Foncouverte sind nur wenig zivilisatorisch betroffen worden und konnten ihren beträchtlichen faunistischen Reichtum erhalten – mit allein nahezu 150 Spinnenarten.

## Photogalerie

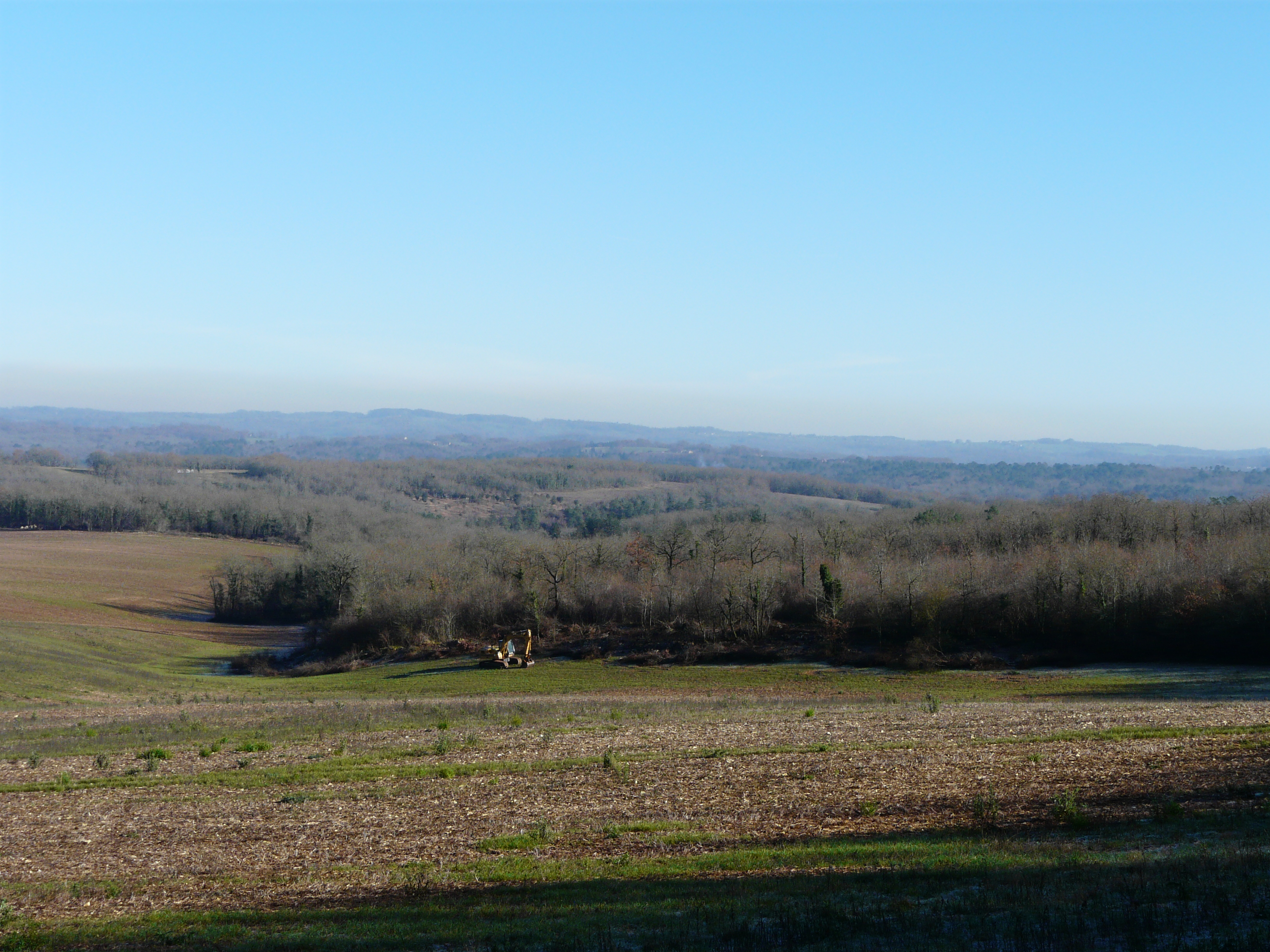
Der Causse de Savignac in Saint-Jory-las-Bloux
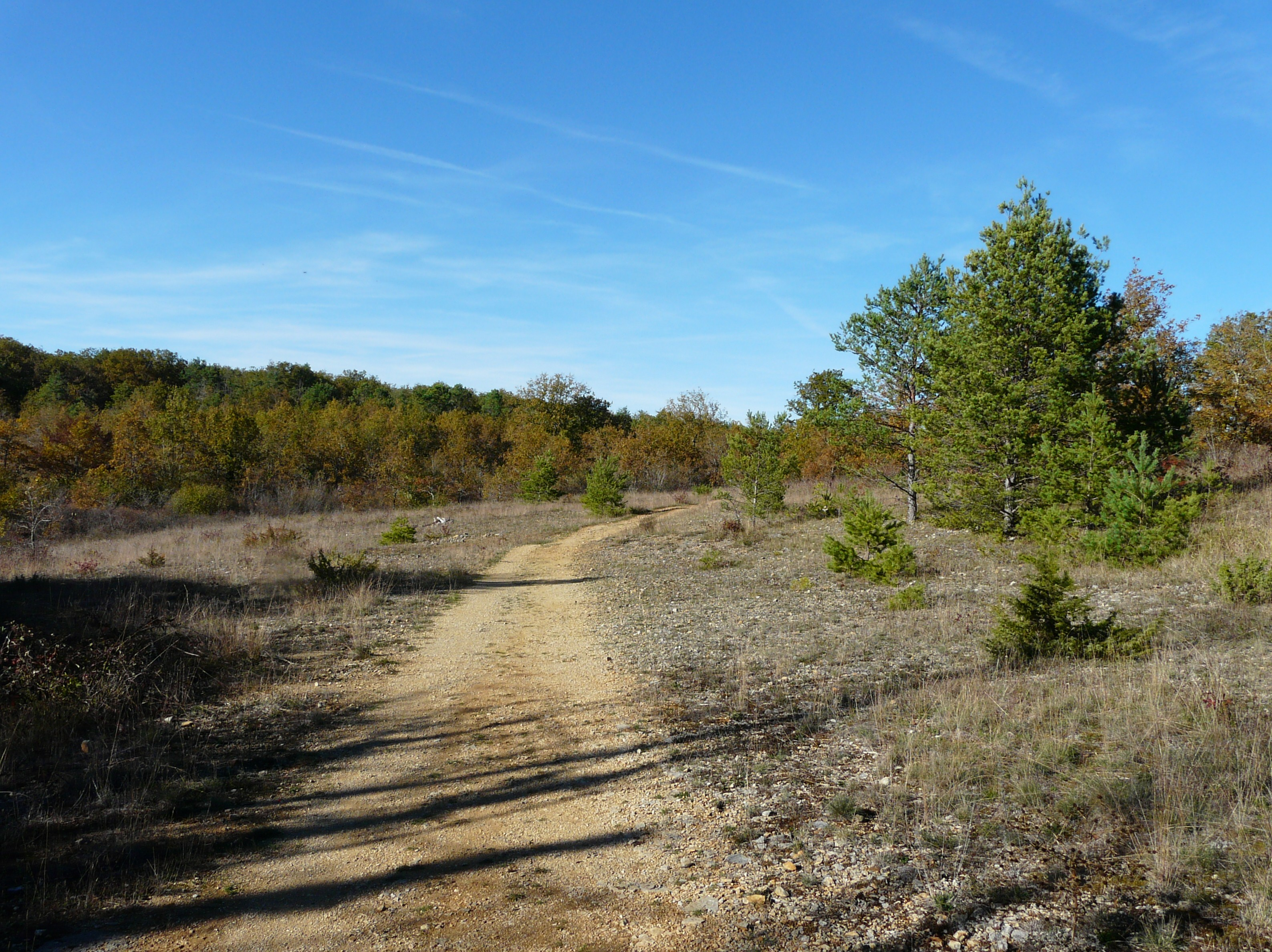
Dito in Savignac-les-Églises
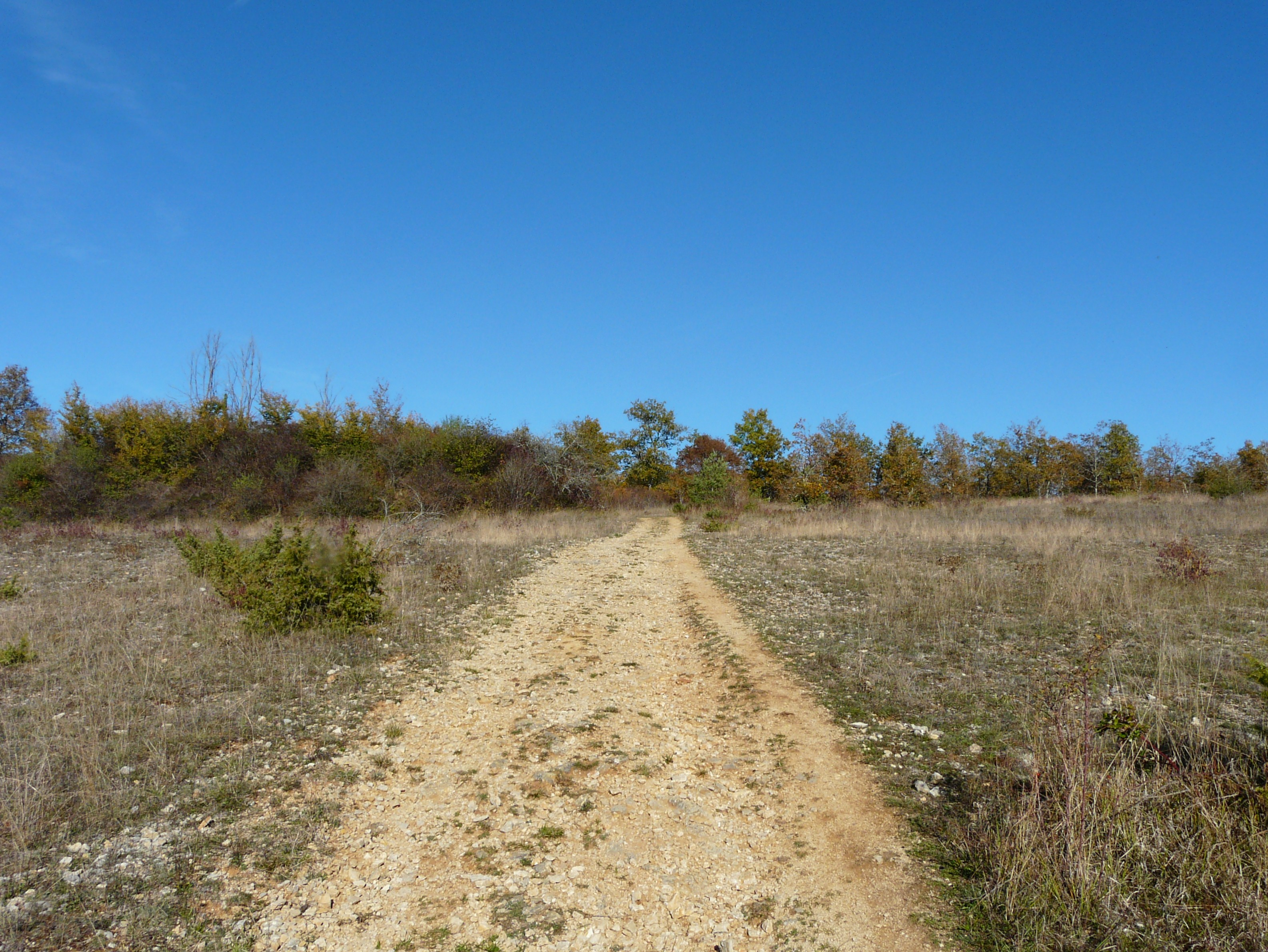
Ehemaliges Militärgelände (Champ de tir) bei Savignac-les-Églises
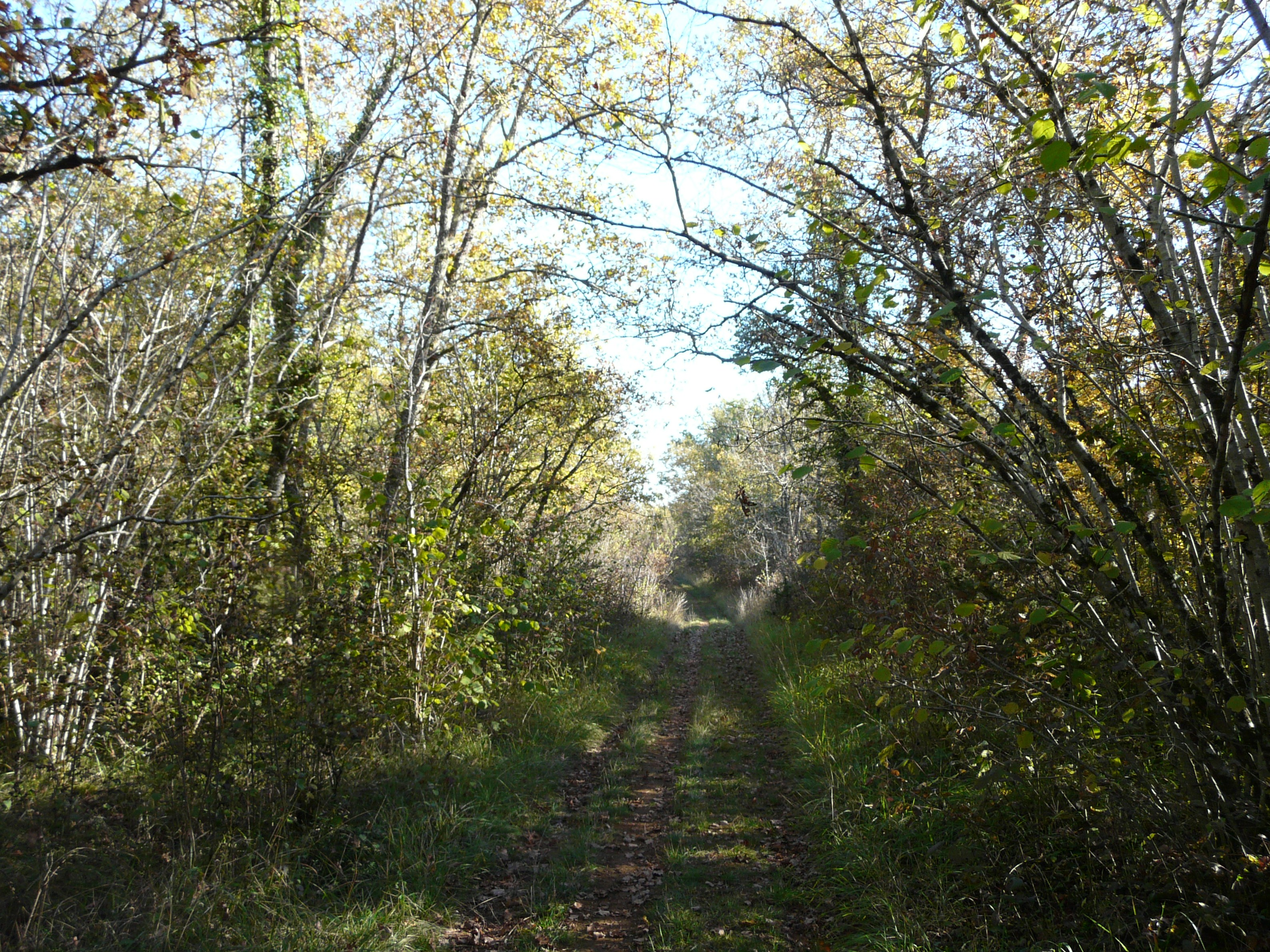
Waldweg auf dem Causse de Savignac
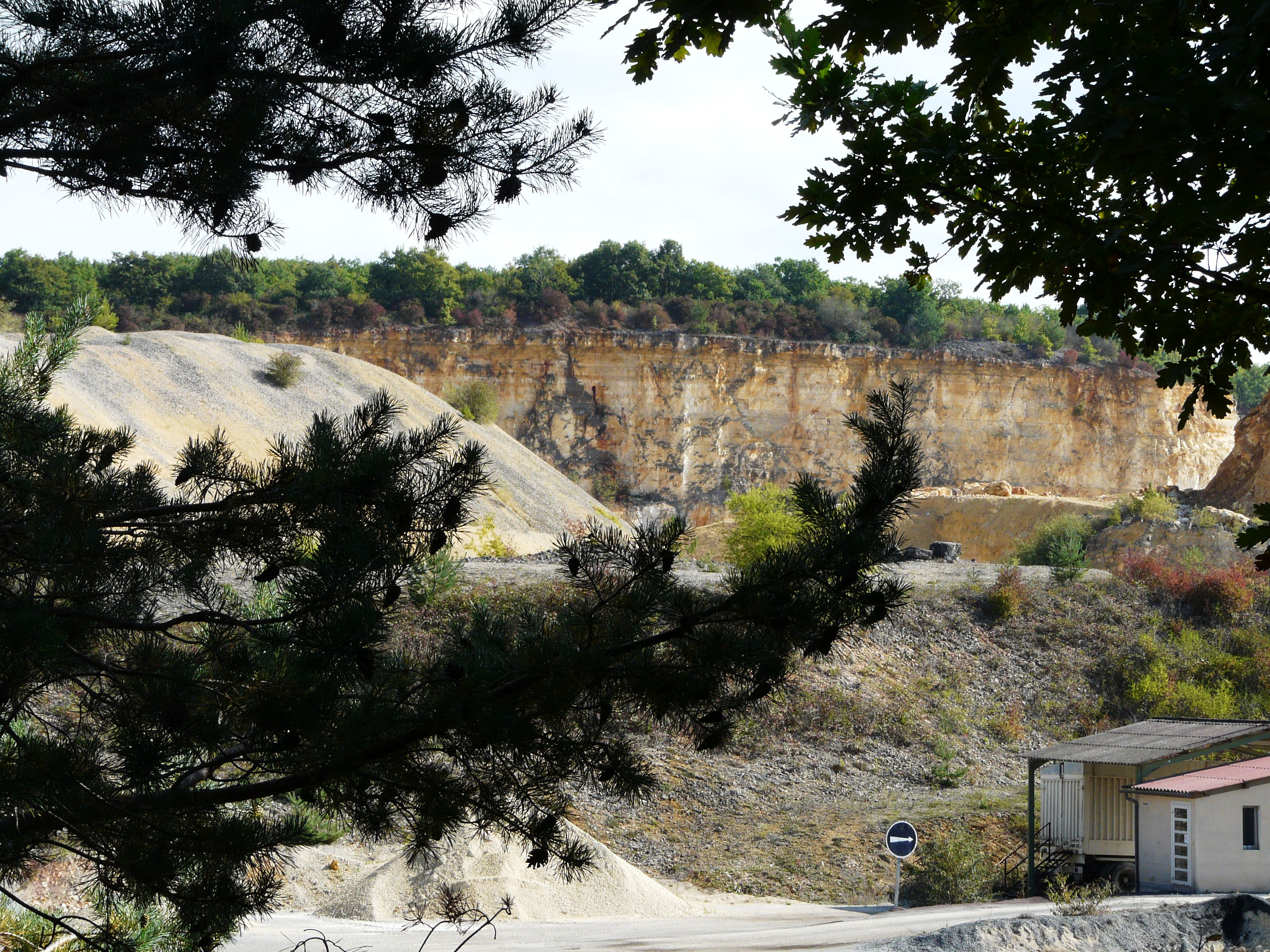
Kalksteinbruch in Savignac-les-Églises in flachliegendem Oberbathon
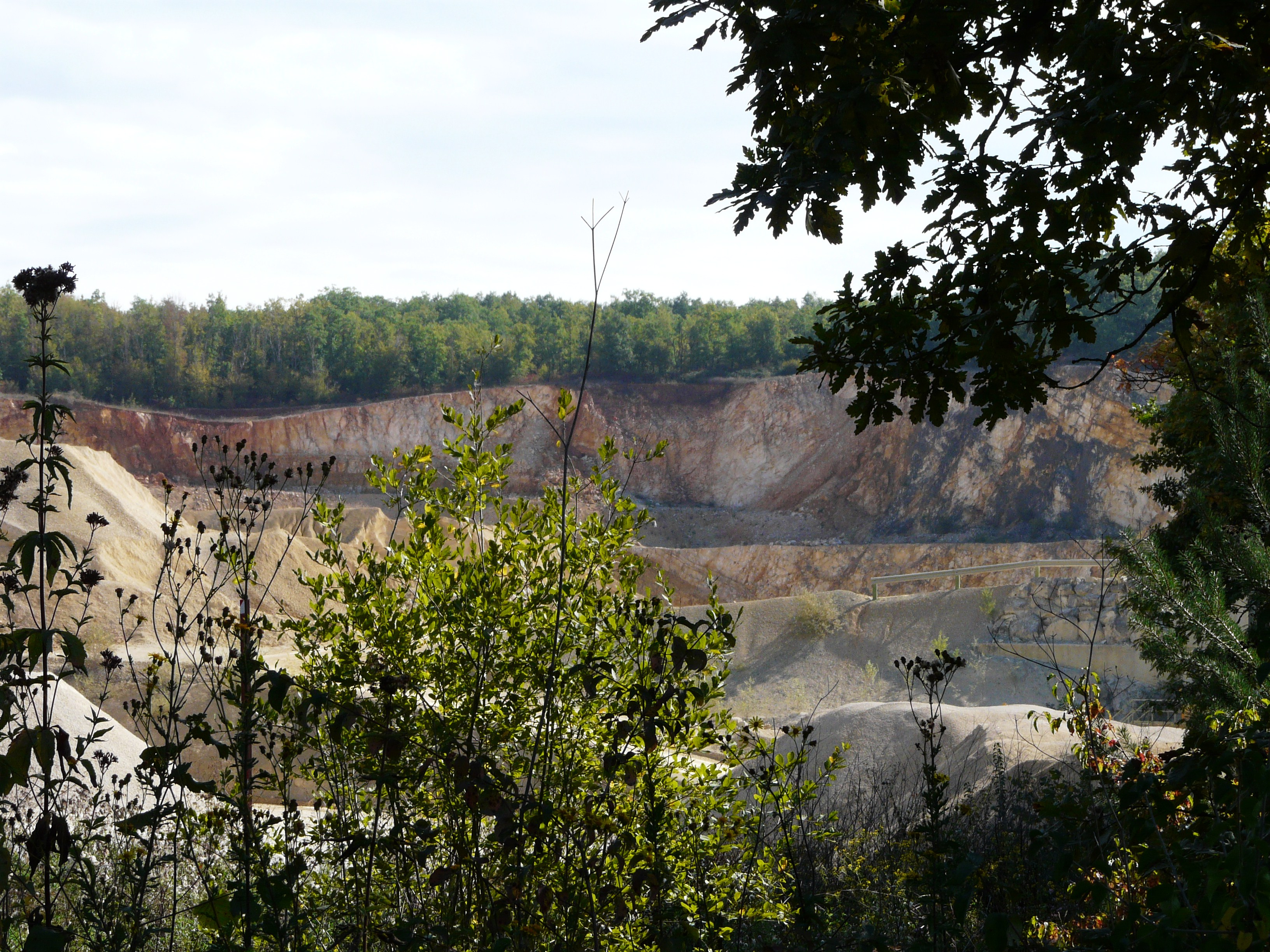
Kalksteinbruch in Savignac-les-Églises. Eine Störung hat den rechten Teil stark abgekippt.